# 52.ª edición de los Premios Óscar
La 52.ª edición de los Óscar premió a las mejores películas de 1979. Organizada por la Academia de Artes y Ciencias Cinematográficas, tuvo lugar en el Dorothy Chandler Pavilion de Los Ángeles el 14 de abril de 1980. La ceremonia fue presentada por el actor Johnny Carson, que, al tomar nota de la larga duración de la producción, hizo el chiste de que el presidente Jimmy Carter estaba trabajando duro para la "liberación" de las ceremonias, en clara referencia a la Crisis de los rehenes en Irán. Entre los nominados al Óscar al mejor actor de reparto estaba el niño de ocho años Justin Henry — el nominado más joven de la historia de los Óscars— y Melvyn Douglas, de 79 años. Esta ha sido la diferencia más amplia entre dos rivales hasta 2013.  Su diferencia de edad fue en parte la razón por la que Douglas no asistió a los Oscar esa noche, a pesar de ganar la estatuílla.

## Ganadores y nominados

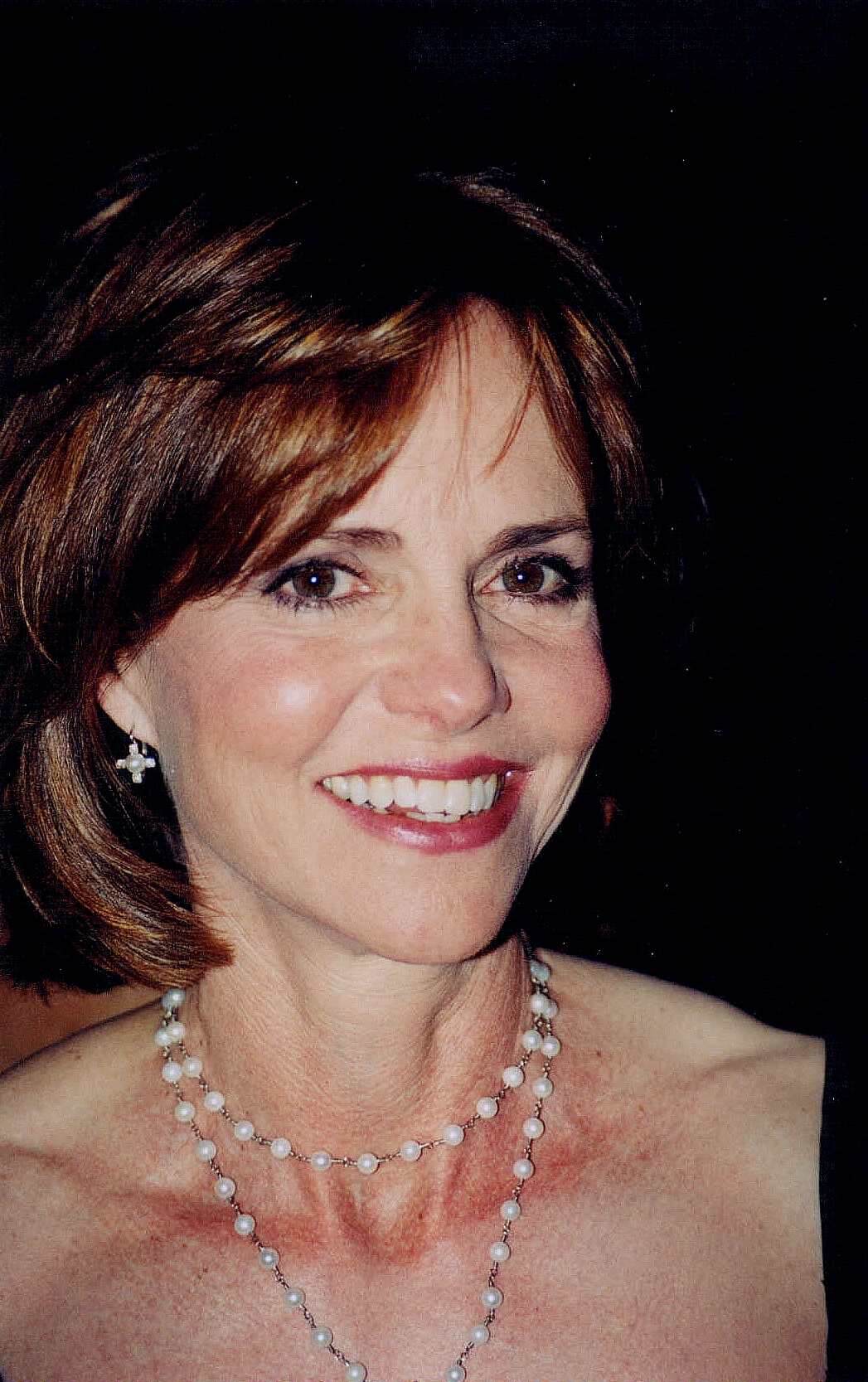
Sally Field, Ganadora como Mejor Actriz

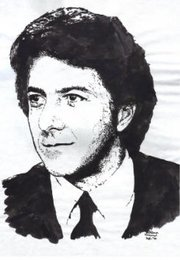
Dustin Hoffman, Ganador como Mejor Actor

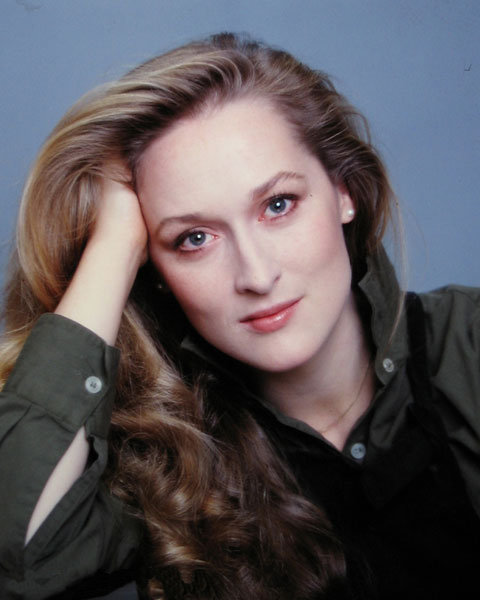
Meryl Streep, Ganadora como Mejor Actriz secundaria

Indica el ganador dentro de cada categoría, mostrado al principio y resaltado en negritas y en letras pequeñas se indican los presentadores. A continuación se listan los nominados y ganadores:
| Mejor películaPresentado por:Charlton HestonKramer vs. Kramer (Kramer contra Kramer) – Stanley R. Jaffe productor - All That Jazz – Robert Alan Aurthur productor - Apocalypse Now – Francis Coppola productor; Fred Roos, Gray Frederickson y Tom Sternberg, coproductores - Norma Rae – Tamara Asseyev y Alex Rose productores - Breaking Away (El relevo) - Peter Yates productor | Mejor directorPresentado por: Goldie Hawn y Steven SpielbergRobert Benton - Kramer vs. Kramer (Kramer contra Kramer) - Francis Ford Coppola - Apocalypse Now - Bob Fosse - All That Jazz - Édouard Molinaro - La cage aux folles (Vicios pequeños) - Peter Yates - Breaking Away (El relevo) |
| Mejor actor Presentado por: Jane Fonda Dustin Hoffman - Kramer vs. Kramer (Kramer contra Kramer) como Ted Kramer - Jack Lemmon - The China Syndrome (El síndrome de China) como Jack Godell - Al Pacino - ...And Justice for All (Justicia para todos) como Arthur Kirkland - Peter Sellers - Being There (Bienvenido, Mr. Chance) como Chance - Roy Scheider - All That Jazz como Joseph "Joe" Gideon | Mejor actriz Presentado por: Richard Dreyfuss. Sally Field - Norma Rae como Norma Rae Webster - Jill Clayburgh - Starting Over (Comenzar de nuevo) como Marilyn Holmberg - Jane Fonda - The China Syndrome (El síndrome de China) como Kimberly Wells - Marsha Mason - Chapter Two (Capítulo dos) como Jennie MacLaine - Bette Midler - The rose (La rosa) como Mary Rose Foster |
| Mejor actor de reparto Presentado por: Liza Minnelli y Walter Matthau. Melvyn Douglas - Being There (Bienvenido, Mr. Chance) como Ben Rand - Robert Duvall - Apocalypse Now como teniente coronel William "Bill" Kilgore - Frederic Forrest - The rose (La rosa) como Huston Dyer - Justin Henry - Kramer vs. Kramer (Kramer contra Kramer) como Billy Kramer - Mickey Rooney - The Black Stallion (El corcel negro) como Henry Dailey | Mejor actriz de reparto Presentado por: Jack Lemmon y Cloris Leachman Meryl Streep - Kramer vs. Kramer (Kramer contra Kramer) como Joanna Kramer - Jane Alexander - Kramer vs. Kramer (Kramer contra Kramer) como Margaret Phelps - Barbara Barrie - Breaking Away (El relevo) como Evelyn Stoller - Candice Bergen - Starting Over (Comenzar de nuevo) como Jessica Potter - Mariel Hemingway - Manhattan como Tracy |
| Mejor guion original Presentado por: Neil Simon Breaking Away (El relevo) - Steve Tesich - All That Jazz - Robert Alan Aurthur y Bob Fosse - Justicia para todos (…And Justice for All) - Valerie Curtin y Barry Levinson - Manhattan - Woody Allen y Marshall Brickman - The China Syndrome (El síndrome de China) - Mike Gray, T.S. Cook y James Bridges | Mejor guion adaptado Presentado por: Neil Simon Kramer vs. Kramer (Kramer contra Kramer) - Robert Benton basada en la novela homónima de Avery Corman - Apocalypse Now - John Milius y Francis Ford Coppola basada en la novela El corazón de las tinieblas de Joseph Conrad - Norma Rae - Irving Ravetch y Harriet Frank basado en el libro Crystal Lee, a Woman of Inheritance de Hank Leiferman - La cage aux folles (Vicios pequeños) - Francis Veber, Edouard Molinaro, Marcello Danon y Jean Poiret basado en la obra homónima de Jean Poiret - A Little Romance (Un pequeño romance) - Allan Burns basada en la novela E=MC2 mon amour de Patrick Cauvin |
| Mejor película de habla no inglesa Presentado por: Ann-Margret y Jack Valenti Die Blechtrommel (El tambor de hojalata), de Volker Schlöndorff (RFA) - Mamá cumple cien años, de Carlos Saura (España) - Dimenticare Venezia (Olvidar Venecia), de Franco Brusati (Italia) - Panny z Wilka (Las señoritas de Wilko), de Andrzej Wajda (Polonia) - Une histoire simple (Una vida de mujer), de Claude Sautet (Francia) | Mejor documental largo Presentado por: Persis Khambatta y William Shatner Best Boy – Ira Wohl - Generation on the Wind – David A. Vassar - Going the Distance – Paul Cowan y Jacques Bobet - The Killing Ground – Steve Singer y Tom Priestley - The War at Home – Glenn Silber y Barry Alexander Brown |
| Mejor cortometraje de ficción Presentado por: Lauren Hutton y Telly Savalas Board and Care – Sarah Pillsbury y Ron Ellis - Bravery in the Field –Roman Kroitor y Stefan Wodoslawsky - Oh Brother, My Brother – Carol Lowell y Ross Lowell - The Solar Film – Saul Bass y Michael Britton - Solly's Diner – Harry Mathias, Jay Zukerman y Larry Hankin | Mejor documental corto Presentado por: Persis Khambatta y William Shatner Paul Robeson: Tribute to an Artist – Saul J. Turell - Dae – Risto Teofilovski - Koryo Celadon – Donald A. Connolly y James R. Messenger - Nails – Phillip Borsos - Remember Me – Dick Young |
| Mejor cortometraje animado Presentado por: Lauren Hutton y Telly Savalas Every Child – Derek Lamb - Dream Doll – Bob Godfrey - Its So Nice to Have a Wolf Around the House – Paul Fierlinger | Mejor banda sonora dramática original Presentado por: Dolly Parton y Ben Vereen A Little Romance (Un pequeño romance) - George Delerue - The Champ (Campeón) - Dave Grusin - 10 (10, la mujer perfecta) - Henry Mancini - Star Trek: The Motion Picture (Star Trek: La película) - Jerry Goldsmith - The Amityville Horror (Terror en Amityville) - Lalo Schifrin |
| Mejor orquestación: coro original y adaptación -u- orquestación: adaptación Presentado por: Dolly Parton y Ben Vereen All That Jazz – Ralph Burns - The Muppet Movie (La película de los Teleñecos) - Paul Williams y Kenny Ascher - Breaking Away (El relevo) - Patrick Williams | Mejor canción original Presentado por: Gene Kelly y Olivia Newton-John "It Goes Like It Goes" de Norma Rae – Música de David Shire y letra de Norman Gimbel - I'll Never Say 'Goodbye, de The Promise (Promesa de amor) – Música de David Shire y letra de Alan y Marilyn Bergman - It's Easy To Say, de 10 (10, la mujer perfecta) – Música de Henry Mancini y letra de Robert Wells - Through the Eyes of Love, de Ice Castles (Castillos de hielo) – Música de Marvin Hamlisch y letra de Carole Bayer Sanger - The Rainbow Connection, de The Muppet Movie (La película de los Teleñecos) – Música de Paul Williams y letra de Kenny Ascher                 |
| Mejor sonido Presentado por:Sally Kellerman y Rod Steiger Apocalypse Now – Walter Murch, Mark Berger, Richard Beegs y Nathan Boxer - The Electric Horseman (El jinete eléctrico) – Arthur Piantadosi, Les Fresholtz, Michael Minklery Al Overton - Meteor (Meteoro) - William McCaughey, Aaron Rochin, Michael Kohut y Jack Solomon - 1941 - Robert Knudson, Robert Glass, Don MacDougall y Gene Cantamessa - The rose (La rosa) - Theodore Soderberg, Douglas Williams, Paul Wells y Jim Webb | Mejor diseño de vestuario Presentado por: Robert Hays y Kristy McNichol All That Jazz – Albert Wolsky - The Europeans (Los europeos) - Judy Moorcroft - Agatha - Shirley Russell - La cage aux folles (Vicios pequeños) - Piero Tosi y Ambra Danon - Butch and Sundance: The Early Days (Los primeros golpes de Butch Cassidy y Sundance) - William Ware Theiss |
| Mejor dirección de arte Presentado por: Ann Miller y Mickey Rooney All That Jazz – Dirección artística:Philip Rosenberg y Tony Walton; Decorados: Edward Stewart y Gary Brink - Alien (Alien, el octavo pasajero) – Dirección artística:Michael Seymour, Les Dilley y Roger Christian; Decorados: Ian Whittaker - Apocalypse Now – Dirección artística: Dean Tavolularis y Angelo Graham; Decorados: Geroge Nelson - The China Syndrome (El síndrome de China) – Dirección artística: George C. Jenkins; Decorados: Arthur Jeph Parker - Star Trek: The Motion Picture (Star Trek: La película) – Dirección artística: Harold Michelson, Joe Jennings, Leon Harris y John Vallone; Decorados: Linda DeScenna | Mejor fotografía Presentado por: Jamie Lee Curtis y George Hamilton Apocalypse Now – Vittorio Storaro - Kramer vs. Kramer (Kramer contra Kramer) - Néstor Almendros - The Black Hole (El abismo negro) - Frank Phillips - All That Jazz - Giuseppe Rotunno - 1941 - William Fraker |
| Mejor montaje Presentado por: Bo Derek y Christopher Reeve All That Jazz – Alan Heim - Apocalypse Now - Richard Marks, Walter Murch, Jerry Greenberg y Lisa Fruchtman - The Black Stallion (El corcel negro) - Robert Dalva - Kramer vs. Kramer (Kramer contra Kramer) - Jerry Greenberg - The rose (La rosa) - Robert Wolfe y Timothy O'Meara | Óscar a los mejores efectos visuales Presentado por: Farrah Fawcett y Harold Russell Alien (Alien, el octavo pasajero) – H. R. Giger, Carlo Rambaldi, Brian Johnson, Nick Allder y Denys Ayling - The Black Hole (El Abismo Negro) – Peter Ellenshaw, Harrison Ellenshaw, Art Cruickshank, Eustace Lycett, Danny Leey Joe Hale - 1941 - William Fraker, A.D. Flowers y Gregory Jein - Star Trek: The Motion Picture (Star Trek: La película) - Douglas Trumbull, John Dykstra, Richard Yuricich, Robert Swarthe, Dave Stewart y Grant McCune - Moonraker - Derek Meddings, Paul Wilson y John Evans                                                             |
| Óscar a los mejores efectos sonoros Presentado por: James Coburn y Kim Novak The Black Stallion (El corcel negro) – Alan Splet | |

### Óscar Honorífico
- Hal Elias, por sus servicios a la Academia.
- Alec Guinness, por haber elevado la categoría del arte de la interpretación.

### Medalla de Reconocimiento
- John O. Aalberg
- Charles G. Clarke
- John G. Frayne

### Premio Humanitario Jean Hersholt
- Robert Benjamin

### Premio Irving Thalberg
- Ray Stark

## Premios y nominaciones múltiples
| Película                                               | Nominaciones | Premios |
| ------------------------------------------------------ | ------------ | ------- |
| Kramer vs. Kramer (Kramer contra Kramer)               | 9            | 5       |
| All That Jazz                                          | 9            | 4       |
| Apocalypse Now                                         | 8            | 2       |
| Norma Rae                                              | 4            | 2       |
| Breaking Away (El relevo)                              | 5            | 1       |
| Alien (Alien, el octavo pasajero)                      | 2            | 1       |
| Being There (Bienvenido, Mr. Chance)                   | 2            | 1       |
| A Little Romance (Un pequeño romance)                  | 2            | 1       |
| The Black Stallion (El corcel negro)                   | 2            | 1       |
| Die Blechtrommel (El tambor de hojalata)               | 1            | 1       |
| The rose (La rosa)                                     | 4            | 0       |
| The China Syndrome (El síndrome de China)              | 4            | 0       |
| 1941                                                   | 3            | 0       |
| Star Trek: The Motion Picture (Star Trek: La película) | 3            | 0       |
| La cage aux folles (Vicios pequeños)                   | 3            | 0       |
| Justicia para todos (…And Justice for All)             | 2            | 0       |
| The Black Hole (El Abismo Negro)                       | 2            | 0       |
| Starting Over (Comenzar de nuevo)                      | 2            | 0       |
| 10 (10, la mujer perfecta)                             | 2            | 0       |
| Manhattan                                              | 2            | 0       |
| The Muppet Movie (La película de los Teleñecos)        | 2            | 0       |